# Dekigokoro
Dekigokoro (出来ごころ, Cor capriciós) és una pel·lícula muda japonesa del 1933 produïda per Shochiku Company, dirigida per Yasujirō Ozu i protagonitzada per Takeshi Sakamoto, Nobuko Fushimi, Den Obinata i Chouko Iida.

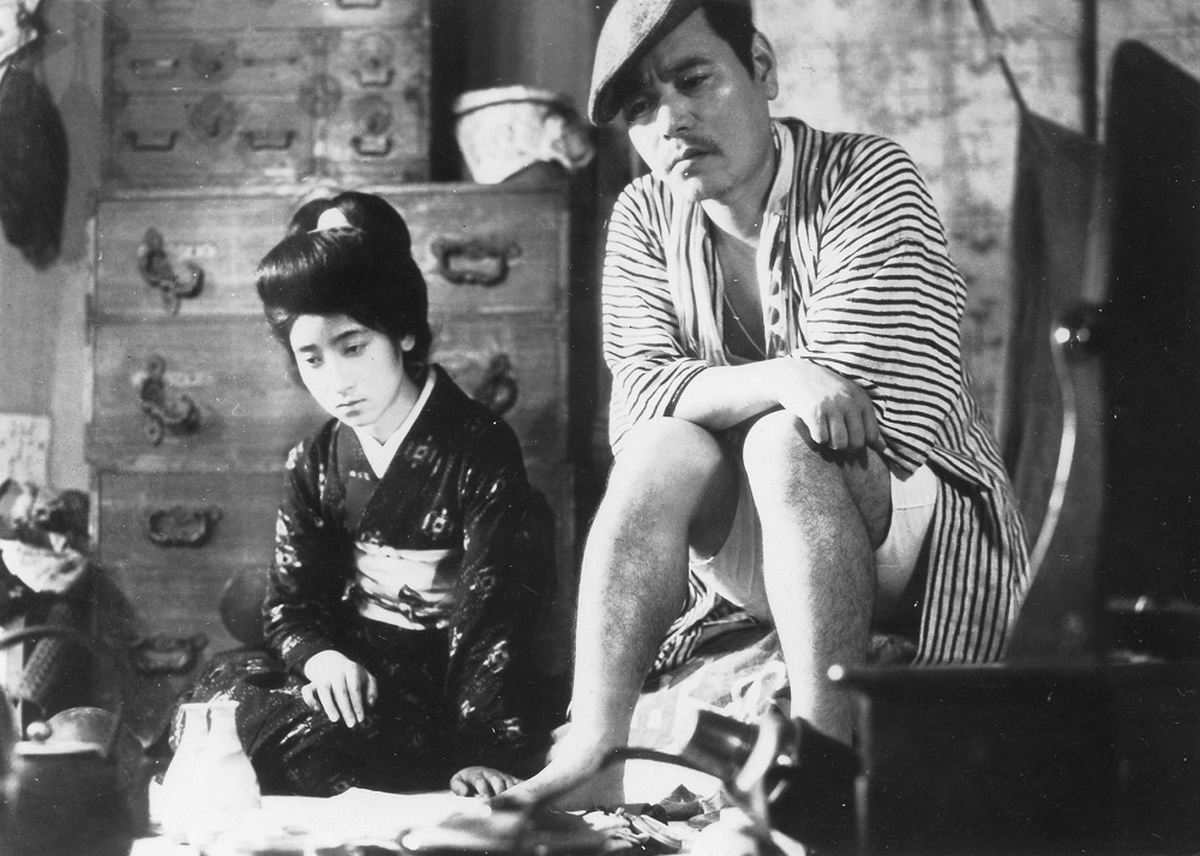
Nobuko Fushimi i Takeshi Sakamoto a Dekigokoro (1933)

Va guanyar el Premi Kinema Junpo a la millor pel·lícula, el segon de tres anys consecutius que va guanyar una pel·lícula d'Ozu, després de Otona no miru ehon - Umarete wa mita keredo i abans d' Ukikusa monogatari.
L'actor habitual d'Ozu Chishū Ryū té un petit paper cap al final de la pel·lícula com a company de passatger a bord d'un vaixell.

## Argument
Dos companys de feina de Tòquio en una cerveseria, Kihachi (Takeshi Sakamoto) i Jiro (Den Obinata), van a visitar una actuació de rōkyoku. En sortir del teatre, es troben per casualitat amb una noia Harue (Nobuko Fushimi), que és indigent i no té on anar. En Jiro es resisteix a ajudar-la, però en Kihachi s'encanta amb la noia bonica i decideix donar-li un lloc on allotjar-se a la casa d'un amic del seu restaurant, Otome (Chouko Iida). Ella ajuda al lloc i Otome comença a agradar-li.
Kihachi, un vidu analfabet, s'enamora de la noia i comença a preparar-se perquè ella se n'adoni. En Jiro, que és més jove i té la trentena, pensa en Harue com un problema i la tracta de manera grollera. Kihachi té un fill petit Tomio (Tokkan Kozo) que és un bon estudiant a l'escola primària. La Harue confia a Kihachi que no el considera més que un oncle amable. Mentrestant, l'Otome va a Kihachi i li demana que parli en Jiro perquè es casi amb Harue. Kihachi està molest perquè ningú creu que Harue sigui una parella adequada per ell, però tot i així parla amb en Jiro, però en Jiro rebutja Kihachi.
Kihachi li dona a Tomio 50 iens pel seu tractament, i s'acaba farcint-se de tants dolços que es posa malalt d'enteritis aguda. Kihachi i Otome temen per la seva vida mentre el seu professor i un company de classe el visiten per instar-lo a que es recuperi.
Kihachi no pot pagar la factura del metge. Harue s'ofereix a recaptar els diners, però en Jiro l'atura en privat, que va al seu amic barber per demanar-li un préstec. Per pagar el préstec, Jiro decideix anar a Hokkaido per treballar. Li promet a Harue que tornarà. Just en aquest punt, apareix en Kihachi i per evitar que en Jiro se'n vagi, el deixa inconscient perquè perdi el seu vaixell que marxa més tard aquell dia. Kihachi decideix treballar a Hokkaido, malgrat els intents de dissuasió d'Otome i el barber. Deixa en Tomio al seu càrrec i puja al vaixell.
Poc després de salpar, Kihachi comença a parlar amb els seus companys de passatge sobre el seu fill i, superat per la nostàlgia de la llar i per en Tomio, salta per la borda i torna a casa nedant.

## Estrena
La pel·lícula es va estrenar al Japó el 1933. Va ser estrenada amb una nova partitura de Donald Sosin en DVD als Estats Units el 2008 a través de The Criterion Collection, com a part d'una col·lecció de tres pel·lícules sota la sèrie Eclipse.

## Repartiment
- Takeshi Sakamoto - Kihachi
- Tokkan Kozou - Tomio
- Nobuko Fushimi - Harue
- Den Obinata - Jiro
- Choko Iida - Otome